# C/2000 W1 Utsunomiya-Jones
La cometa Utsunomiya-Jones, formalmente C/2000 W1 (Utsunomiya-Jones), è una cometa non periodica scoperta il 18 novembre 2000. Dal febbraio 2001 diminuì rapidamente di luminosità .

## Orbita
La sua orbita è retrograda. La cometa ha una piccola MOID con i pianeti Marte e Mercurio.